# Fernando Gallego
Fernando Gallego (1440–1507) – malarz hiszpański. Jego twórczość reprezentuje styl hiszpańsko-flamandzki (hiszp. estilo hispano-flamenco). Przypuszcza się, że urodził się on w Salamance, jednak nie jest to potwierdzone. Jego pierwsze prace były wystawiane w katedrach takich miast jak: Plasencia, Coria czy w Cáceres. Gallego wyrażał w swej twórczości motyw przedstawiania dramatycznych i intensywnych ludzkich uczuć, ich znacznie w jego życiu. Większość swego życia spędził w Salamance, gdzie pracował.
Jego najbardziej znane dzieła to:
- El retablo de San Ildefonso w katedrze w Zamorze
- La piedad w Muzeum Prado w Madrycie
- El cielo de Salamanca (Niebo Salamanki) obraz, który znajduje się w skarbcu starej biblioteki Uniwersytetu w Salamance
- Las tablas de Arcenillas dzieła rozproszone w całym mieście Arcenillas
- El retablo de San Lorenzo w mieście Toro